# Hanila (obec)
Obec Hanila (estonsky Hanila vald) je bývalá samosprávná obec náležející do estonského kraje Läänemaa. V roce 2017 byla začleněna do Lääneranna, čímž přešla pod kraj Pärnumaa.

## Obyvatelstvo
Na území zrušené obce žije přibližně sedmnáct set obyvatel, z toho přibližně 40 % v městečku Virtsu a 60 % ve 28 vesnicích Esivere, Hanila, Karuse, Kaseküla, Kause, Kinksi, Kiska, Kokuta, Kuke, Kõera, Kõmsi, Linnuse, Lõo, Massu, Mõisaküla, Mäense, Nehatu, Nurmsi, Pajumaa, Pivarootsi, Rame, Rannaküla, Ridase, Salevere, Ullaste, Vatla, Voose a Äila. Správním centrem obce je vesnice Kõmsi.